# Baumschule Lorenz von Ehren
Die Baumschule Lorenz von Ehren ist eine traditionsreiche Baumschule in Deutschland und eine der größten Europas. Sie wurde 1865 gegründet und wird seitdem als Familienunternehmen geführt.

## Geschichte
Die Familie von Ehren kam vor 1673 aus Tönning nach Blankenese. Johannes von Ehren (1832–1906), der eine Gärtnerlehre in der Baumschule von James Booth & Söhne in Nienstedten, einem Vorort von Hamburg, absolviert hatte, machte sich 1865 auf einem von Baron Jenisch gepachteten Gelände, dem heutigen Nienstedtener Marktplatz, selbstständig. Bald danach wechselte er in die Kanzleistraße, wo der Sitz bis 1893 blieb (jetzt Westerpark in Klein Flottbek). Durch Aufträge für die Parks der Hamburger Villenbesitzer wuchs das Unternehmen schnell und lieferte nach wenigen Jahren bereits bis in den Berliner Raum und nach Dänemark.
Sein Sohn, Lorenz von Ehren I (1867–1948), dessen Namen das Unternehmen trägt, übernahm nach einer Lehre in den Forstecker Baumschulen bei Kiel 1898 den Betrieb und machte ihn zu einem der renommiertesten seiner Zeit. Er wurde Hoflieferant für England und Dänemark, lieferte Bäume unter anderem auch an den Zarenhof in St. Petersburg. Anlässlich der Gartenbauausstellung in Altona 1914 wurde er als königlich-preußischer Hoflieferant erkoren. Bereits damals begann die Schwerpunktsetzung auf Solitärgehölze und Großbäume, für die das Unternehmen heute bekannt ist.
Nach einem Einbruch des Exportgeschäftes im Ersten Weltkrieg und durch Reparationsleistungen und Inflation in den Jahren danach blühte die Baumschule ab Anfang der 1920er Jahre wieder auf.
Zu Beginn der 1940er-Jahre traten Johannes von Ehren II (1899–1982) und Lorenz von Ehren II (1906–1982) in die Geschäftsführung ein. Im Zweiten Weltkrieg konnten nur die wertvollsten Gehölze weiter vermehrt werden, bald durfte nur noch Obst und Gemüse angebaut werden. Nach Kriegsende mussten daher Bäume und Pflanzen aus Baumschulen in ganz Europa und den USA importiert werden, um die Sortimentsvielfalt wiederherzustellen.
Zu Beginn der 1960er-Jahre traten Lorenz von Ehren III (* 1937) und Bernd von Ehren (* 1938) nach ihrer Baumschullehre als Geschäftsführer in das Unternehmen ein. Nach Eröffnung des Elbtunnels im Jahr 1975 wurden erstmals auch Baumschulquartiere südlich der Elbe bewirtschaftet. 1965 wurde ein Zweigbetrieb in Bad Zwischenahn gegründet, der auf Formschnittgehölze (Topiari) und immergrüne Solitärgehölze spezialisiert ist. 1994 wurde der Firmenhauptsitz aus logistischen Gründen auf die andere Elbseite nach Hamburg-Marmstorf verlegt.
Das Versandzentrum in Hamburg-Marmstorf war aufgrund seiner vorbildhaften ökologischen Bauweise ein Beispielprojekt der EXPO 2000.
2013 übernahmen Mitglieder der Familie Ströher (Wella-Erben) eine wesentliche Beteiligung an der Baumschule. Seitdem wird das Unternehmen in fünfter Generation von Bernhard von Ehren (* 1972) geführt. Die Geschäfte der Baumschule übernahm sein Sohn von Bernd von Ehren bereits seit 2005, seit 2013 ist er geschäftsführender Gesellschafter der Firma. Unterstützt wurde er dabei von 2007 bis Ende 2022 vom zweiten Geschäftsführer des Unternehmens, Konrad Parloh. Zweite Geschäftsführerin ist seitdem Sabine Tietz.
2013 wurde in Rellingen (Schleswig-Holstein) ein weiterer Zweigbetrieb gegründet.
2024 wurden auf dem „Grünen Bunker“ in Hamburg 4.700 Bäume und 16.000 Stauden, Rank- und Kletterpflanzen aus der Baumschule gepflanzt.

## Auszeichnungen
Lorenz von Ehren III erhielt 2000 das Bundesverdienstkreuz am Bande. Er war seit 1969 Vorsitzender des Landesverbandes Hamburg im Bund deutscher Baumschulen, von 1986 bis 1990 Vorsitzender des Anerkennungsausschusses des BdB auf Bundesebene sowie von 1989 bis 1993 Präsident des BdB. Außerdem initiierte er die Gründung eines europäischen Baumschul-Interessenverbandes an und war vier Jahre Präsident der European Nurserystock Association. Er führte nach der Wende die Baumschulverbände aus Ost- und Westdeutschland zusammen. Lorenz von Ehren III ist heute für den Landesverband Hamburg einer der Ehrenpräsidenten des BdB.

## Baumschule

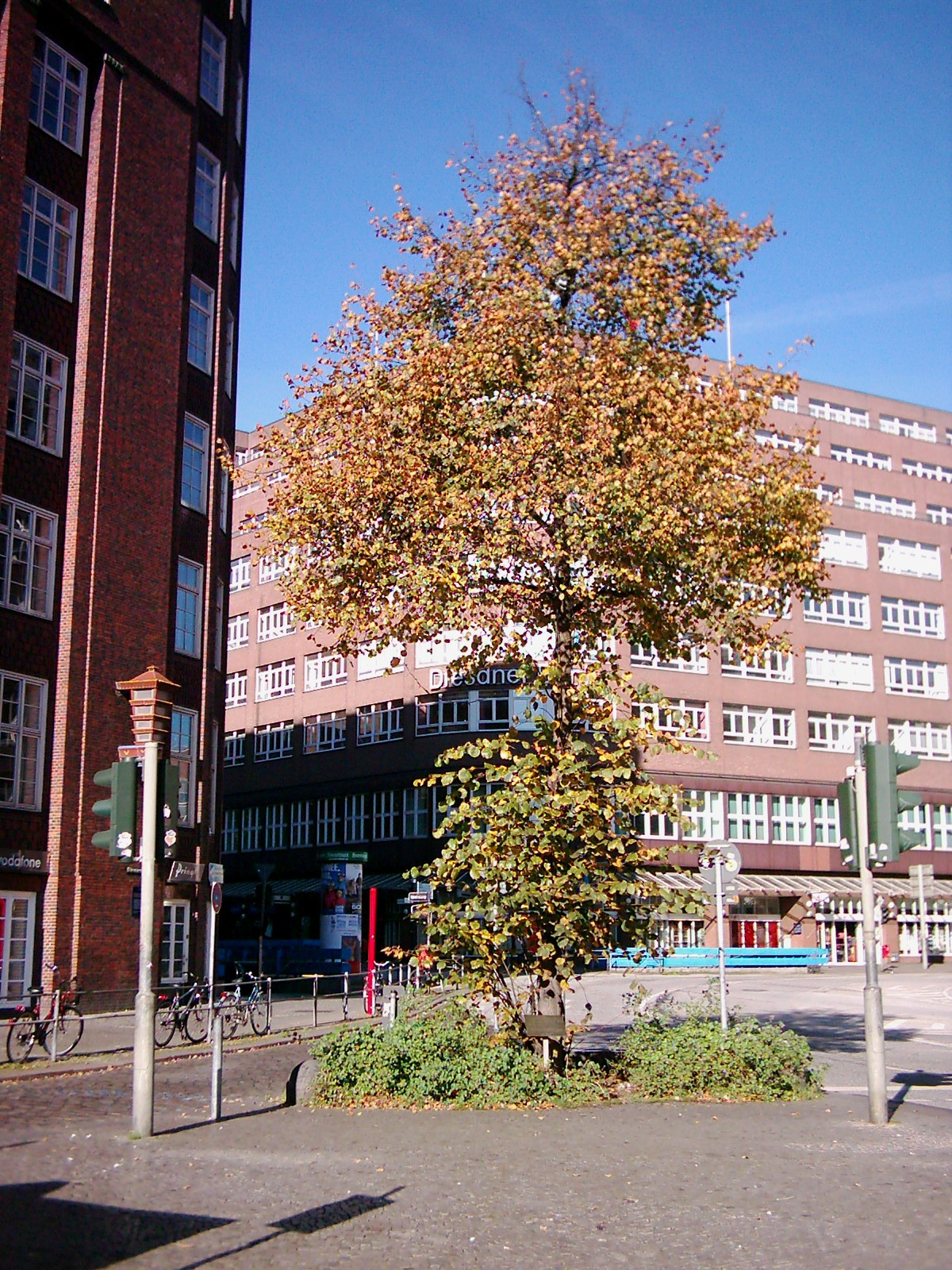
Auf dem Hamburger Gänsemarkt: Eine Linde aus der Baumschule von Ehren

An den drei Standorten Hamburg (Zentrale), Bad Zwischenahn und Rellingen beschäftigt das Unternehmen rund 180 Mitarbeiter und bewirtschaftet etwa 600 Hektar. Das Sortiment umfasst mehr als 500.000 Gehölze. Als Komplettsortimenter hat die Baumschule über 2.000 Gattungen, Arten und Sorten im Angebot. Darunter sind Alleebäume mit Stammumfängen von 14 bis 16 cm und Solitärgehölze mit rund 140 cm Stammumfang (bis zu zehn Tonnen schwer), Koniferen, Rhododendron, Immergrüne, Solitärsträucher, Obstgehölze, Formgehölze und Solitär- und mehrstämmige Sträucher. Zu den Hauptexportländern zählen unter anderem Skandinavien, Großbritannien, Frankreich, die Alpenländer, Russland und weitere osteuropäische Staaten.
Der Baumschulbetrieb gliedert sich in die beiden Sparten Verkauf (Pflanzenhandel Lorenz von Ehren GmbH & Co. KG, Hamburg) und Produktion (Produktionsgesellschaft Lorenz von Ehren mbH & Co. KG). Komplementärin ist die Verwaltungsgesellschaft Acer von Ehren mbH, Hamburg.